# Cymbopetalum
Cymbopetalum is een geslacht uit de familie Annonaceae. De soorten uit het geslacht komen voor van in Mexico tot in tropisch Zuid-Amerika.

## Soorten
- Cymbopetalum abacophyllum N.A.Murray
- Cymbopetalum aequale N.A.Murray
- Cymbopetalum alkekengi N.A.Murray
- Cymbopetalum baillonii R.E.Fr.
- Cymbopetalum brasiliense (Vell.) Benth. ex Baill.
- Cymbopetalum coriaceum N.A.Murray
- Cymbopetalum costaricense (Donn.Sm.) R.E.Fr.
- Cymbopetalum euneurum N.A.Murray
- Cymbopetalum fosteri N.A.Murray
- Cymbopetalum gracile R.E.Fr.
- Cymbopetalum hintonii Lundell
- Cymbopetalum lanugipetalum Schery
- Cymbopetalum longipes Benth. ex Diels
- Cymbopetalum loretoyacuense N.A.Murray
- Cymbopetalum mayanum Lundell
- Cymbopetalum mirabile R.E.Fr.
- Cymbopetalum oppositiflorum Aristeg. ex N.A.Murray
- Cymbopetalum parviflorum N.A.Murray
- Cymbopetalum penduliflorum (Dunal) Baill.
- Cymbopetalum physaloides N.A.Murray
- Cymbopetalum rugulosum N.A.Murray
- Cymbopetalum sanchezii N.A.Murray
- Cymbopetalum schunkei N.A.Murray
- Cymbopetalum stenophyllum Donn.Sm.
- Cymbopetalum steyermarkii N.A.Murray
- Cymbopetalum tessmannii R.E.Fr.
- Cymbopetalum torulosum G.E.Schatz